# پت اومالی (بازیگر)
پت اومالی (انگلیسی: Pat O'Malley; ۳ سپتامبر ۱۸۹۰ – ۲۱ مهٔ ۱۹۶۶) بازیگر تلویزیون، و بازیگر سینما اهل ایالات متحده آمریکا بود.
از فیلم‌ها یا برنامه‌های تلویزیونی که وی در آن نقش داشته‌است می‌توان به دختری که همه‌چیز داشته‌است، فریسکو جنی، و خوشبختی اشاره کرد.